# 전기 왜구
전기 왜구(前期倭寇)는 14세기에 왕성하게 활동하던 왜구를 지칭하는 말이다. 16세기에 활동하던 후기왜구와 구분짓기 위해 사용되는 표현으로, 전기왜구의 주축은 일본인이었으나 후기왜구는 중국인들이 다수를 구성하고 있다는 점에서 차이가 있다. 전기왜구는 규슈(九州)의 쓰시마섬, 이키섬, 마쓰우라 지역출신의 일본인들이 다수를 이루고, 이 곳을 주요 근거지로 삼아 활동하였다.

시대사적으로는 일본 남북조 시대-무로마치 시대, 한반도 여말선초, 중국의 원명교체기에 해당한다. 일본에서 남북조 분열기가 전개되면서 지방 통제가 약화되어 왜구의 활동이 늘어났다. 일본 남북조 시대 말기에 이르면 왜구가 수백 척의 함대를 거느리고 기병대를 운용하며 고려 내륙 지역까지 조직적으로 침공하는 지경에 이르렀는데, 이 시기 전기 왜구를 단순한 해적떼가 아닌 멸망 직전에 몰린 남조의 최후 발악 세력이라고 해석하기도 한다. 고려에서는 전기 왜구를 토벌하는 데 공을 세운 이성계, 최영 등 무장들이 권력 중심에 등장하게 되었다. 좋은.

## 내용
《고려사》에 따르면 1350년 2월 왜구의 침범이 시작되었다고 기록되어 있다. 1223년(고려 고종 10년) 5월에 왜구가 등장했다는 것이 고려사의 첫 왜구 기록이지만, 여말선초를 휩쓴 전기 왜구 세력이 본격적으로 출몰하기 시작한 시기는 1350년 (충정왕 2년) 2월이다. 이후 1370년대를 지나며 전기 왜구의 활동 범위는 남해안 뿐 아니라 북부 연안과 남부 내륙에 이르게 되었다. 1376년 최영이 홍산에서, 1380년 이성계가 황산에서, 최무선이 진포에서, 1383년 정지가 관음포대첩에서 왜구에게 큰 타격을 주고, 1389년 박위가 왜구 근거지 쓰시마를 직접 타격하여 왜구 배 300여 척을 격파하고 포로를 구출한 뒤 마을을 방화하고 귀환했다. 이후 전기 왜구 침입은 격감한다.
한편 중국에서는 1368년 주원장이 명나라를 창건한 이후 일본 조정측에 왜구 단속을 요청하는 사신을 파견했다. 사신은 남조의 근거지인 규슈에 도착했다. 당시 규슈에서는 고다이고 천황의 황태자로 정서장군이었던 가네요시 친왕이 활동하고 있었다. 가네요시 친왕측은 명나라에서 책봉을 받아 "일본국왕"을 칭했다. 이후 무로마치 막부에서 파견된 이마가와 사다요에 의해 규슈 남조 세력이 멸망하고, 무로마치 막부의 정이대장군 아시카가 요시미쓰는 1392년 남북조 시대를 종결시킨다. 이후 명과의 무역을 원한 요시미쓰는 명의 요청에 따라 왜구를 진압했고, 새로이 "일본국왕"으로 책봉되어 1404년부터 감합무역을 개시했다.
이렇게 전기 왜구는 무로마치 막부와 기타큐슈의 슈고 다이묘들이 명과 교역하고 대마도가 고려 및 이후 조선에게 정벌되면서 수그러졌다.